# Arménie aux Jeux paralympiques d'hiver de 2018
L'Arménie participe aux Jeux paralympiques d'hiver de 2018 à Pyeongchang, en Corée du Sud, du 9 au 18 mars 2018. Il s'agit de la sixième participation du pays aux Jeux paralympiques d'hiver.

## Composition de l'équipe
La délégation arménienne n'est composée que d'un seul athlète prenant part aux compétitions dans 1 sport.

### Ski alpin
- Stasik Nazaryan